# Хода Євген Григорович
Євген Григорович Хода (рос. Евгений Григорьевич Хода) — український промисловий менеджер, інженер і винахідник в галузі машинобудування.

## Біографія
Народився в м. Первомайськ Миколаївської області.
Закінчив Вінницький політехнічний інститут, інженер-механік за спеціальністю «Технологія машинобудування, металорізальні верстати та інструменти».
Служив в армії за спеціальностями: «Стикування термоядерних головних частин з ракетами-носіями» та заступником командира роти.
Виробнича та інженерна діяльність
З 1977 року по 1988 рік працював в Сімферопольському спеціальному конструкторському бюро «Продмаш» інженером-конструктором 3-ї категорії, 2-ї категорії, 1-ї категорії, ведучим конструктором, завідувачем конструкторського сектора, завідувачем конструкторського відділу.
В 1988 році наказом міністра оборонної промисловості СРСР був переведений на Барський машинобудівний завод, потім ВАТ і ПАТ «Барський машинобудівний завод», де працював заступником директора по якості, заступником директора по виробництву, а з 1995 року по 2013 рік — першим заступником голови правління — головним інженером.
З 2013 року заступник голови Запорізької обласної спілки винахідників і раціоналізаторів — керівник інженерної групи.

## Наукові праці і винаходи
Автор 28 друкованих наукових праць і 56 патентів на промислові зразки,корисні моделі і винаходи, основний напрям яких присвячений створенню сучасного конкурентноспроможного обладнання для харчової промисловості, а також газових, електричних і твердопаливних котлів побутового призначення.
Нагороди і відзнаки
- Лауреат Державної премії України в галузі науки і техніки (2004 р.),[1]
- Академік Української технологічної академії (2002 р.),
- Член «Клубу пакувальників України» (2000 р.),
- Нагороджений «Золотим знаком» УСПП (2006 р.),
- Депутат Барської міськради 4,5,6 скликань.

## Сім’я
Дружина - Хода (Заболотна) Зоя Федорівна, викладач коледжу, інженер і винахідник.
Син Олег (1970) - підприємець, інженер і винахідник.
Син Вадим (1981) - лікар, провізор, винахідник.